# Sten Selander
Nils Sten Edvard Selander, född 1 juli 1891 i Stockholm, död 8 april 1957 i Stockholm, var en svensk poet, essäist, översättare och botaniker.

## Biografi
Först så småningom blev han fil. dr. (1950) och docent (1951) i botanik vid Uppsala universitet. Han efterträdde Sven Hedin som ledamot av Svenska Akademien på stol 6 (1953). Han var också litteratur- och teaterkritiker i flera dagstidningar, bland annat Dagens Nyheter 1929–1935 och Svenska Dagbladet från 1935.
Sten Selander var under sin studietid i Stockholm medlem i Sveriges Nationella Ungdomsförbund, ordförande för Humanistiska föreningen 1922, och Svenska Naturskyddsföreningens ordförande 1936–1947. Mellan 1939 och 1946 var Selander ledamot av Stockholms skönhetsråd.
Selander debuterade som lyriker 1916 med samlingen "Vers och visor". Hans genombrott kom 1926 med "Staden och andra dikter". Sten Selander skrev en traditionell lyrik och var, i stort sett, främmande för "den obegripliga" modernismen. Han tillhör den grupp lyriker som brukar kallas de borgerliga intimisterna. Hans motiv är ofta hämtade från vardagslivet. 1942 kom volymen "Dikter från tjugofem år 1916 - 1941", där han tar avstånd från åtskilliga av tidigare publicerade dikter. Hans mest kända och älskade dikt heter "Spela kula" från samlingen "Staden och andra dikter". Idag är Sten Selander mest känd för sina naturskildringar, främst det än idag ofta refererade standardverket om svensk natur "Det levande landskapet i Sverige" (1955, 1957, 1987 [faksimil]). Andra naturskildringar är "Svensk mark" (1934), "Mark och människor" (1937, 1938), Lappland (1948, 1949), Stränder (1951). I biografin "Den okände Selander" av Martin Kylhammar skildras naturvårdaren, journalisten och samhällskritikern Sten Selander.
På fjället Jeknaffo i Padjelanta hittade han år 1941 raggfingerört som en ny växtart för Sverige.
Som översättare har han bland annat tolkat Omar Khayyam till svenska. 
Selander engagerade sig för Finlands sak under vinterkriget som medlem i Samfundet Nordens Frihet. Han var också medlem i den antinazistiska organisationen Tisdagsklubben.
Sten Selander ligger begravd på Solna kyrkogård.

### Samlade upplagor och urval
- Dikter från tjugufem år : 1916-1941. Vår tids lyrik, 99-0158080-3. Stockholm: Bonnier. 1954. Libris 2041762
- Mark och rymd : ett urval essayer om svensk natur och bygd. Stockholm: Bonnier. 1959. Libris 913441

### Utgivit och redigerat
- Den unga lyriken : en antologi  / utgiven av Sten Selander. Stockholm: Bonnier. 1924. Libris 1481690 - Utkom i 15 upplagor.
- Svart på vitt. Stockholm: Bonnier. 1927-1927. Libris 2300812
- Levande svensk dikt från fem sekel. Del 1-2 / i urval av Sten Selander. Stockholm. 1928. Libris 9575319 - Utkom i 6 upplagor.
- Gunnar Mascoll Silfverstolpe fyrtio år. 19 21/1 33 / [red. Karl Asplund, Yngve Berg, Sten Selander]. Stockholm. 1933. Libris 3049932
- Levande svensk litteratur från äldsta tider till våra dagar / i urval av Sten Selander ; utred. och kommenterad av Sigurd Westberg. Stockholm: Bonnier. 1936-1938. Libris 1377460 - 24 volymer.
- Fågelsång / sammanställd av Sten Selander ; illustrerad av Harald Sallberg. Stockholm: Bonniers. 1943. Libris 673965
- Svensk natur : en antologi / utg. av Svenska turistföreningen. [...sammanställts av Dag Hammarskjöld, Sten Selander och Carl-Julius Anrick]. Stockholm: Svenska turistföreningens förl. 1943. Libris 2686387
- Den unga lyriken : ett urval från tre decennier / av Sten Selander. Stockholm: Bonnier. 1950. Libris 1414521
- Stockholms skärgård : en bok om Sveriges största arkipelag / red. av Sten Selander. Stockholm: Sv. litteratur. 1954. Libris 1466923
- Den unga lyriken : ett urval från 1910-talet till 1940-talet / av Sten Selander. Stockholm: Bonnier. 1958. Libris 913454

### Översättningar
- Omar Khayyam: Rubaiyat (Bonnier, 1919)
- Friedrich von Schiller: Don Carlos: skådespel i tre akter (Bonnier, 1926)
- T. E. Lawrence: Uppror i öknen (Revolt in the desert) (Bonnier, 1927)
- Edmund Blunden: Krigets vardag (Undertones of war) (Bonnier, 1931)

## Priser och utmärkelser
- Doblougska priset 1952